# La Bolt
La Bolt – miasto w Stanach Zjednoczonych, w stanie Dakota Południowa, w hrabstwie Grant.